# Fear Her
"Fear Her" (KBS 방영 제목: 〈그림 습격사건〉)는 영국의 SF 드라마 《닥터 후》 시즌 2의 열한 번째 에피소드로, 2006년 6월 24일에 처음 방영되었다. 매튜 그레이엄이 각본을 맡았으며 유로스 린이 감독했다.
이 에피소드는 2012년 런던 하계 올림픽의 개막식 날을 무대로 한다. 런던 교외의 어느 동네에서 이웃 사람들이 하나둘씩 사라지는 이상한 일이 벌어지고, 시간여행자 닥터 (데이비드 테넌트)와 동행자인 로즈 타일러 (빌리 파이퍼)는 외롭고 수상한 소녀 클로이 웨버 (아비솔라 아그바제)를 만나 그 내막을 밝히게 된다.
원래 계획대로라면 스티븐 프라이가 쓴 에피소드가 들어갈 자리였으나 취소되는 바람에 대신 투입된 저예산 에피소드다. 이 에피소드 직후에 방영될 최종화가 다소 어두운 분위기였기 때문에 작가 그레이엄은 아이들을 위한 가벼운 에피소드를 써 달라는 요청을 받았다고 한다. 작중 배경과는 달리 실제 쵤영은 카디프의 트레모파 주택가에서 이뤄졌다. 영국 첫 방영시 714만 명이 시청하였으며, AI지수로 집계된 시청률은 83%에 달했다. 방영 이후 작가 그레이엄은 아이들로부터 재밌었다는 편지를 받기도 하였으나, 성인 팬과 평론가들 사이에서는 그다지 좋은 평가를 받지 못했다.

## 줄거리
2012년 런던 하계 올림픽의 개막식 날, 런던 교외의 한 동네에 타디스가 내린다. 그 동네는 올림픽 성화 봉송이 예정된 곳이었다. 그런데 분명 올림픽 행사로 들떠있어야 할 텐데 무덤덤한 분위기인 것을 이상하게 여긴 닥터는 문득 전신주에 붙어 있는 실종아동 전단지를 발견한다. 알고보니 지난주부터 동네 아이들이 여러 명씩이나 실종되고 있는 상황이었다. 이후 성화봉송 행사 준비로 아스팔트 작업을 하던 켈이라는 남자도 같은 기간 동안 차들이 잠깐씩 고장나곤 헀다고 말한다.
이후 계속해서 동네를 다니며 조사하던 닥터와 로즈는 이 모든 문제의 원인이 12살짜리 꼬마 여자애인 클로이 웨버에게 있음을 알게 된다. 클로이가 창밖의 한 사람을 보고 그대로 그림을 그리면 그 사람이 현실에서 사라지고 그림 속에 갇히게 되는 것이었다. 닥터는 클로이의 능력이 외계의 것임을 깨닫고 최면을 걸어 클로이 속에 깃든 외계생명체의 본 모습을 밝힌다. 그 외계생명체는 이름하여 '아이솔루스' (Isolus)로, 수십억의 가족을 대동하여 우주를 누비는 종족이었다. 클로이에게 깃든 아이솔루스는 자기 우주선이 태양 화염에 휘말려 지구로 추락해 왔고, 이후 어린시절 학대의 기억으로 괴로워하던 클로이를 만나 정신 속에 깃듦으로써 친구가 되어준 것이었다. 아이솔루스는 클로이의 기억 속에서 학대하는 아버지의 모습을 끄집어내어 더더욱 무서운 모습으로 그리는 짓도 벌이고 있었다.

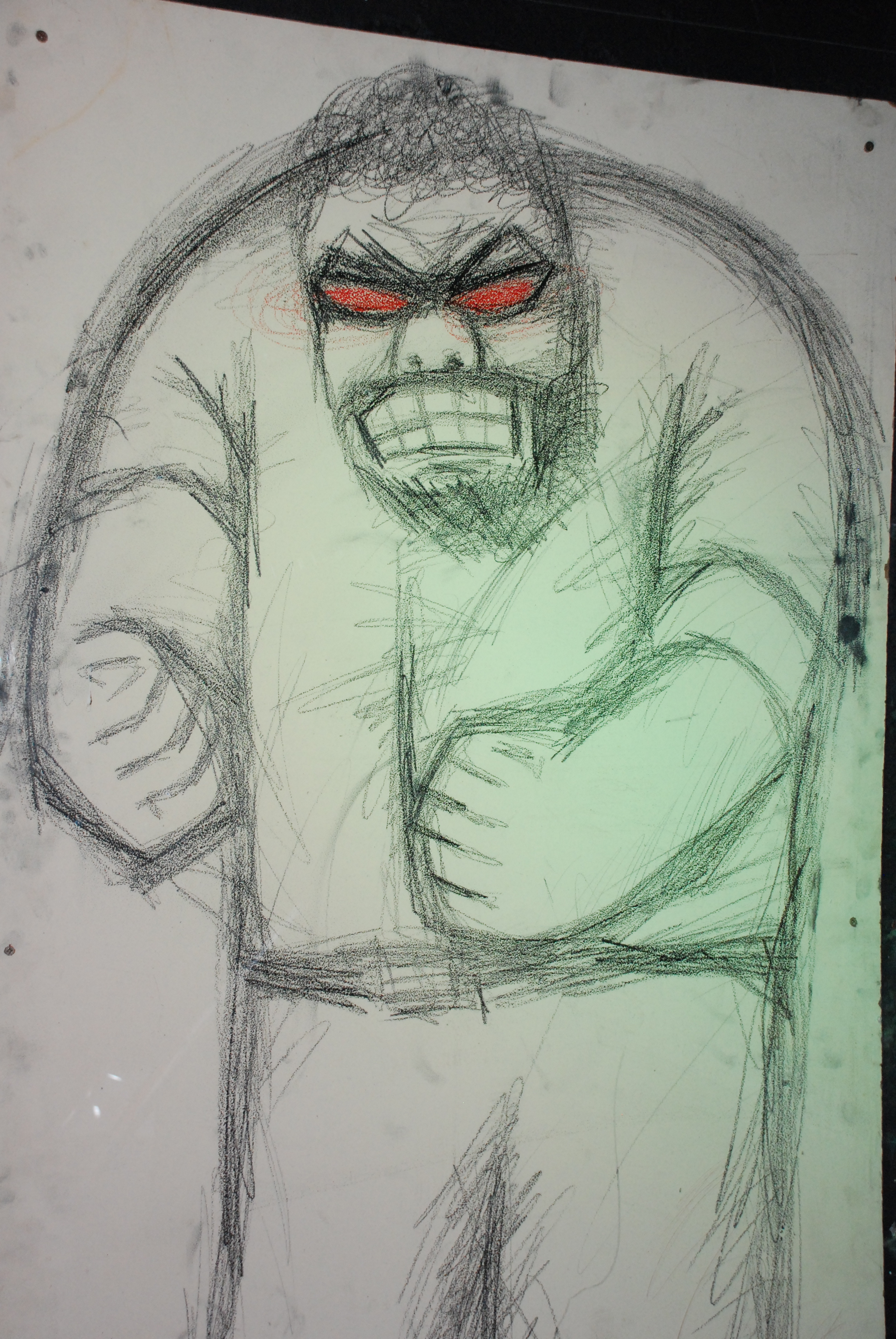
작중 클로이가 그린 아버지의 그림 (닥터후 전시장에서 재현한 모습)

닥터는 아이솔루스의 작은 우주선을 찾아서 동력을 넣으면 아이솔루스가 클로이의 몸에서 빠져나올 것이라고 말한다. 그러나 발작하던 클로이가 하필이면 타디스와 닥터를 그리면서 클로이의 그림 속에 꼼짝없이 갇혀버리게 된다. 홀로 남은 로즈는 닥터의 도움 없이 이제 알아서 우주선을 찾아야 할 처지에 놓인다. 로즈는 고민하다 그 우주선이 동네 거리에서 제일 따뜻한 곳에 숨어있을 거란 생각에 이르고, 이제 막 깔아둔 따뜻한 아스팔트를 발견하고는 곡괭이로 파헤치기 시작한다. 한편 올림픽 중계를 보던 클로이는 올림픽 스타디움에 있던 모든 관중을 화폭에 담아 한순간에 사라지게 만든다. 그 다음으로는 지구 전체를 그려서 전세계 사람을 해치우려 드는 위험천만한 상황에 이른다.
그때 아스팔트 속에서 아이솔루스의 우주선을 발견한 로즈는 동력을 어떻게 넣을지를 다시 고민하다가, 그림 속에 있던 닥터로부터 그 우주선이 작동하려면 '감정이 담긴 열'이 필요하다는 것을 깨닫는다. 그리고 마침 동네 거리를 지나가던 올림픽 성화봉을 향해 우주선을 힘껏 던진다. 희망과 용기, 사랑의 상징인 성화 속에서 우주선이 다시 동력을 얻자 아이솔루스는 클로이의 몸에서 빠져나오고, 그와 동시에 사라졌던 아이들과 올림픽 스타디움의 관중들이 모두 현실로 되돌아온다. 그런데 그때 로즈는 클로이가 그렸던 무서운 아버지 그림도 현실 속 사람으로 돌아온다는 것을 깨닫게 된다. 아니나 다를까 클로이의 공포심을 먹고 자란 무서운 그림자가 클로이를 향해 다가가고 있었다. 이에 로즈와 클로이 엄마는 클로이를 달래기 위해 어릴적 불러주던 동요를 다시 불러주고, 클로이가 침착해지면서 그림자도 사라지게 된다.
이후 올림픽 성화주자가 스타디움을 목전에 두고 갑자기 쓰러지고 만다. 이대로 실패하나 싶던 그때, 닥터가 갑자기 나타나 성화봉을 낚아채고 경기장의 올림픽 성화대를 향해 힘껏 달린다. 닥터의 점화와 함께 성화가 타오르고, 성화의 열기와 경기장에 있던 관중의 환호에 아이솔루스의 우주선도 이륙 동력을 얻어, 클로이의 곁을 떠나 고향으로 돌아간다. 일을 마치고 다시 서로 조우하게 된 닥터와 로즈는 올림픽 경기를 보러 발길을 옮긴다. 그리고 로즈는 우리 둘을 갈라놓는 일은 절대로 없을 것이란 말을 건네는데, 닥터는 일순간 불안한 표정을 짓더니 '폭풍이 다가오고 있어'란 혼잣말을 한다.